# فنسنت جيمس دولينج
فنسنت جيمس دولينج (بالإنجليزية: Vincent James Dowling)‏ هو مستكشف أسترالي، ولد في 11 يناير 1835، وتوفي في 1903.